# Arte dioclezianea e della tetrarchia

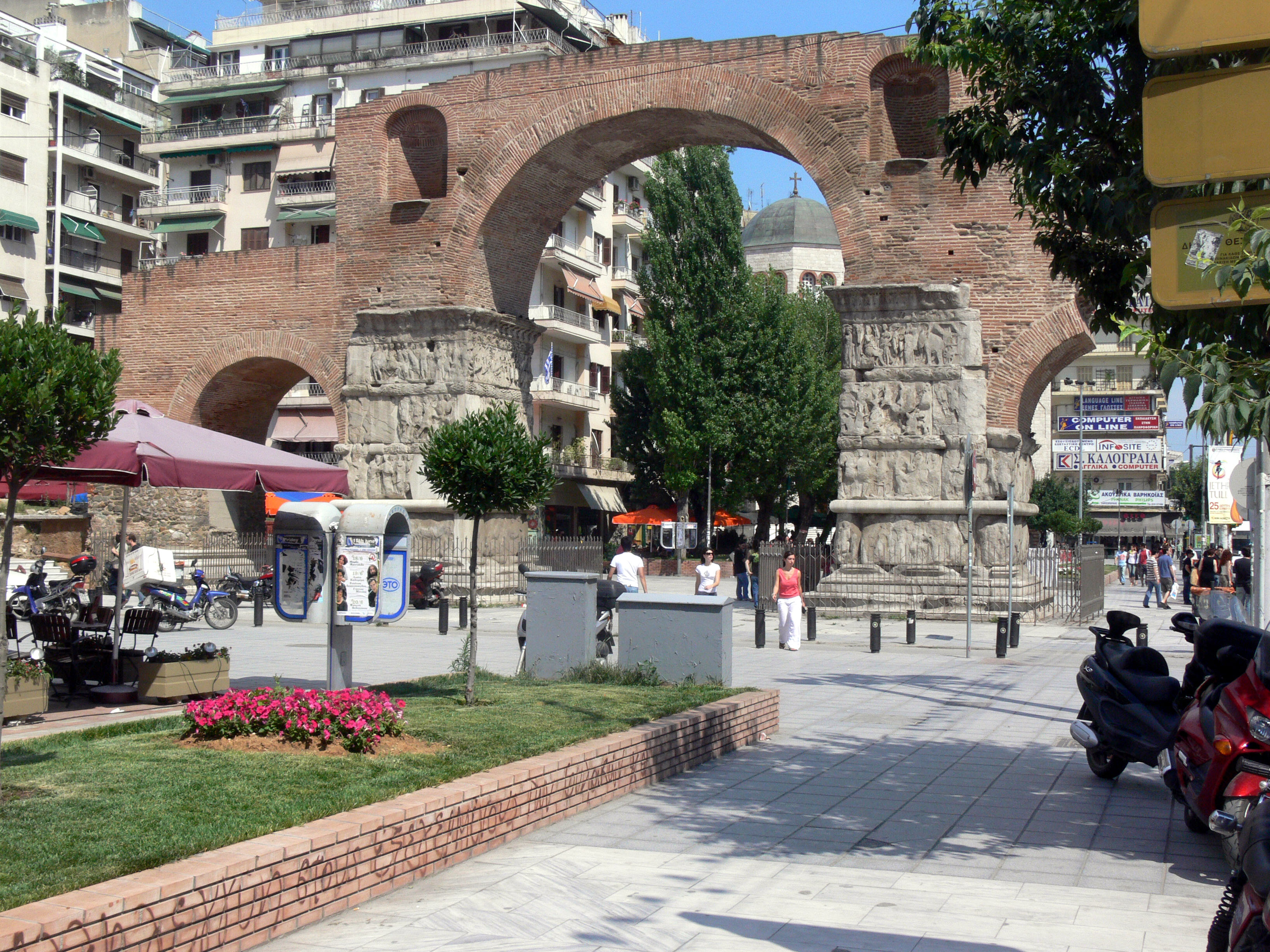
Arco di Galerio, Tessalonica.

L'arte dioclezianea e della tetrarchia è la produzione artistica dell'Impero romano dell'epoca di Diocleziano e della tetrarchia, indicativamente circoscrivibile tra il 284 e il primo decennio del IV secolo, quando Costantino I prese il potere e sconfisse i rivali ripristinando il sistema dell'imperatore unico. 

## Contesto storico

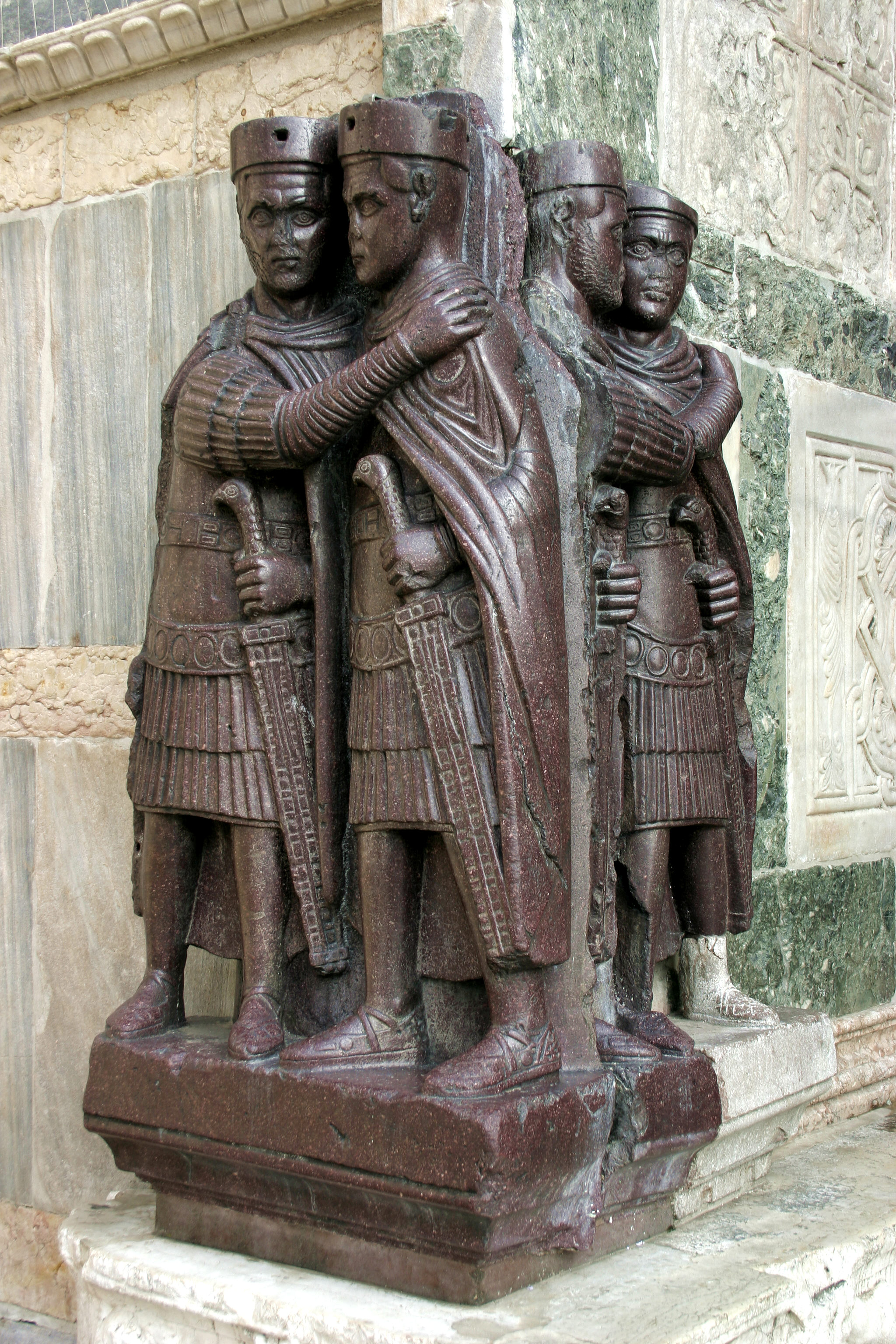
Il gruppo dei Tetrarchi, Venezia

Con l'elezione di Diocleziano (284-285) si consolidò la normalizzazione interna dell'Impero iniziata con Aureliano. Il nuovo sovrano inaugurò un programma di riforme che rafforzarono il carattere assolutistico e gerarchico dell'Impero che, attorno al 300, venne diviso in due grandi regioni amministrative, quella orientale, con capitale Nicomedia, e quella occidentale, con capitale Milano. A capo di tali macroregioni pose due Augusti affiancati da un imperatori in sottordine, destinati a succedere loro in caso di necessità, i quali governavano a loro volta due sotto-aree, quella greco-balcanica con capitale Sirmio, e quella nord-occidentale con capitale Treviri. Era la tetrarchia, ideata per disinnescare le lotte ereditarie. In questo sistema Roma era sempre la capitale sacra e ideale, il Caput mundi, ma la sua posizione geografica, lontana dalle bellicose zone di confine, non rendeva possibile un suo uso per funzioni politiche o strategiche.
Molti aspetti della vita politica, economica e sociale dell'impero vennero riformati da Diocleziano, dall'esercito al commercio, dalla religione all'organizzazione amministrativa del territorio.
Nella pratica il sistema della tetrarchia durò ben poco, per via degli eserciti tutt'altro che disposti a deporre il potere politico che avevano avuto fino ad allora e che aveva loro valso numerosi vantaggi e privilegi. Già al primo passaggio, con la morte di Costanzo Cloro (306) le truppe stanziate in Britannia acclamarono suo figlio Costantino I, che diede il via a una guerra civile con gli altri tre pretendenti. Dopo aver battuto Massenzio e Massimino, restarono Licinio e Costantino che stipularono una pace. Ma nove anni dopo, nel 324, Costantino attaccò e sconfisse Licinio, che venne relegato in Tessaglia dove morì in seguito, assassinato dopo essere stato accusato di complotto. Il sistema tetrarchico non venne più restaurato.

## Pittura
Poco  è rimasto della pittura del periodo; i resti degli affreschi riscontrati nelle domus e nelle ville del periodo continuano i temi mitologici e gli stilemi classici delle epoche precedenti. L'esempio più famoso di ciclo pittorico è quello dei mosaici delle grandiose Terme di Diocleziano, a Roma, che riprendono i consueti schemi classici.

## Scultura

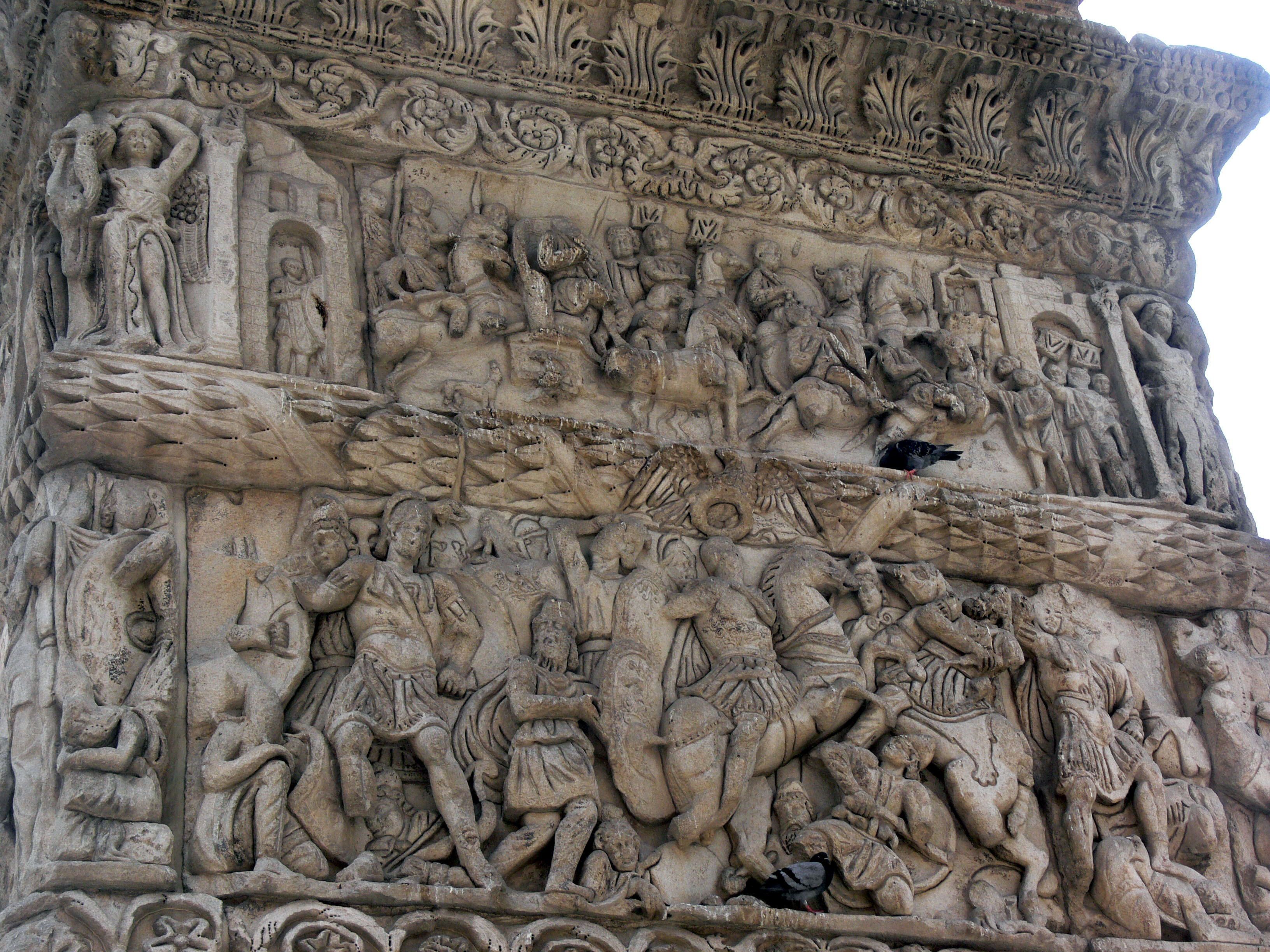
Rilievi dell'arco di Galerio.

Nell'epoca della tetrarchia permasero alcune tendenze classicheggianti dell'età di Gallieno, come i rilievi attribuiti all'Arcus Novus del 294 con figure di Vittorie e barbari (Firenze, giardino di Boboli).
Tra i monumenti più notevoli che ci sono pervenuti da questo periodo spicca l'arco di Salonicco (o Arco di Galerio), databile tra il 294 e il 303 e celebrante le campagne vittoriose in Persia, Mesopotamia e Armenia. Le scene dei rilievi sono popolate da figure a rilievo molto alto e fortemente plastiche, mentre le decorazioni architettoniche sono più schiacciate, aderenti all'architettura; la cornice di grandi foglie di acanto rivolte all'insù infine anticipa il gusto bizantino per le forme semplificate, isolate e nette.
La base dei Decennalia nel Foro Romano sosteneva una colonna commemorativa eretta per celebrare il ventennale del regno di Diocleziano e della tetrarchia, Si ergeva assieme a altre quattro colonne delle quali non si ha alcun resto, se non le basi. Sui quattro lati sono raffigurati eventi della cerimonia: il sacrificio dell'imperatore, il corteo dei senatori, due vittorie con un clipeo. Sui rilievi delle facce della base si nota il diverso trattamento della faccia principale e di quelle laterali e posteriore: la prima è stilisticamente uno stanco esempio di modi tradizionali, nelle altre invece viene usato il nuovo sistema di solcare le zone d'ombra con profonde incisioni del trapano, che creano una sensazione di rilievo del tutto illusionistica (non più sporgenza dei volumi plastica, ma incavo in negativo delle zone scure), priva di connessione organica delle forme. 
Molto note sono le quattro figure in porfido del monumento ai Tetrarchi di piazza San Marco a Venezia, saccheggiate da Costantinopoli nel 1204. Queste quattro figure, tradizionalmente identificate coi tetrarchi, vengono (non in maniera unanime) attribuite a questo periodo, basandosi su alcuni confronti con una testa frammentaria da Naissus (oggi al Museo di Niš), un busto da Atribi (oggi al Museo del Cairo) e un frammento di torso al Museo archeologico di Istanbul, oltre alle effigi monetali di Galerio e Licinio. L'originale stile di quest'opera o fu in voga per un periodo molto limitato (circa dieci, quindici anni) oppure è da attribuire alla seconda tetrarchia del 305-306.

## Architettura

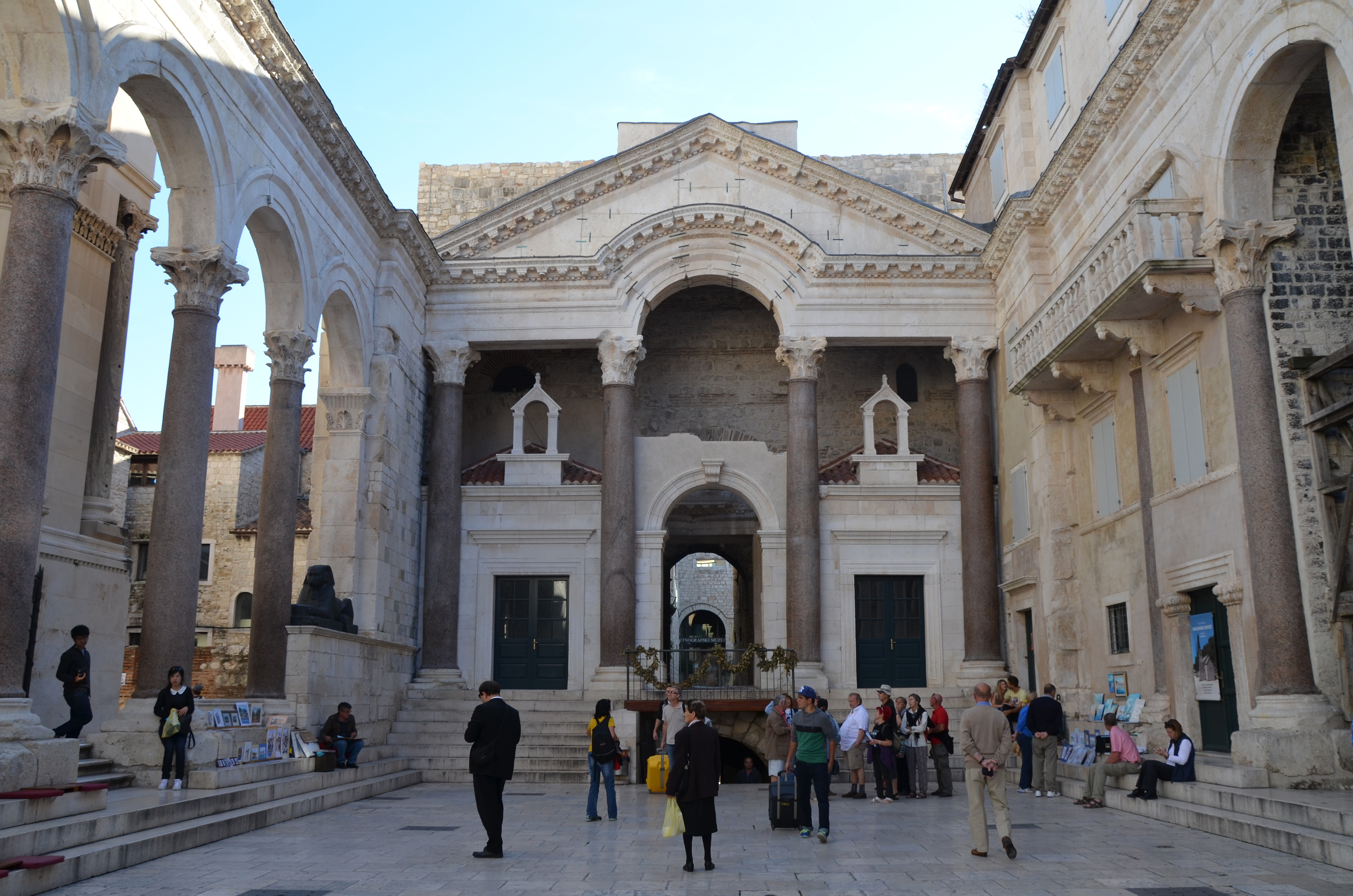
Palazzo di Diocleziano a Spalato.

Le città scelte come capitali dagli imperatori tetrarchi furono abbellite di importanti monumenti, anche in una sorta di gara tra i vari imperatori. 
Diocleziano a Nicomedia, in Bitinia, fece erigere senza dubbio edifici monumentali, ma malauguratamente i loro resti sono insignificanti e non sono mai stati studiati seriamente.

### Antiochia
Ad Antiochia, antica capitale, la costruzione del palazzo imperiale fu iniziata da Gallieno, continuata da Probo e ultimata da Diocleziano. Situato su un'isola dell'Oronte, il Palazzo sembra un castello fortificato, circondato da mura con torri. Strade porticate lo dividevano in quattro sezioni. La strada che conduceva all'ingresso del palazzo era più breve delle altre.
Sotto molti aspetti il Palazzo d'Antiochia ricorda quello di Spalato, eretto più tardi. La facciata settentrionale guardava sulla riva del fiume, particolare che si ritrova anche a Spalato. Anche ad Antiochia nei pressi del palazzo vi era il circo, come nel palazzo imperiale di Roma. La presenza del circo vicino ai palazzi imperiali è spiegabile come luogo di riunione per il popolo, e sembra sia ritenuta indispensabile per questo scopo.

### Spalato
Dopo l'abdicazione del 305, Diocleziano si ritirò nel palazzo fortificato di Spalato, presso Salona. La costruzione imponente esiste ancora in parte dato che gli abitanti di Salona si rifugiarono entro le sue mura quando nel VII secolo furono minacciati dall'invasione degli Avari. Più tardi il palazzo si chiamò Spalato, oggi Split. 
L'enorme edificio era costruito con estrema razionalità adattando alle varie funzioni della corte imperiale lo schema di un castra militare, fortificato da possenti mura e affacciato sul mare con un lato. La costruzione e la decorazione mostrano influssi orientali, come se Diocleziano fosse stato influenzato dallo stile delle città dove aveva soggiornato, come Antiochia e Nicomedia, e probabilmente fece venire architetti ed artisti dalla parte orientale dell'impero.

### Tessalonica

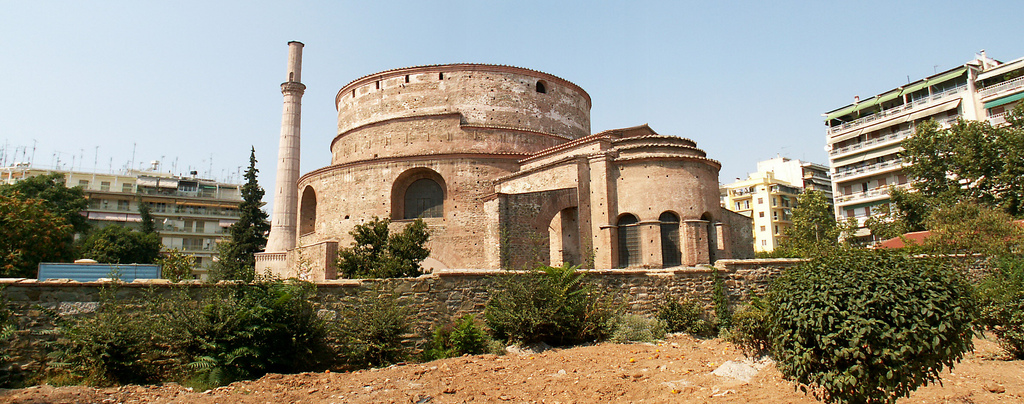
La tomba di Galerio, poi divenuta chiesa cristiana, a Salonicco

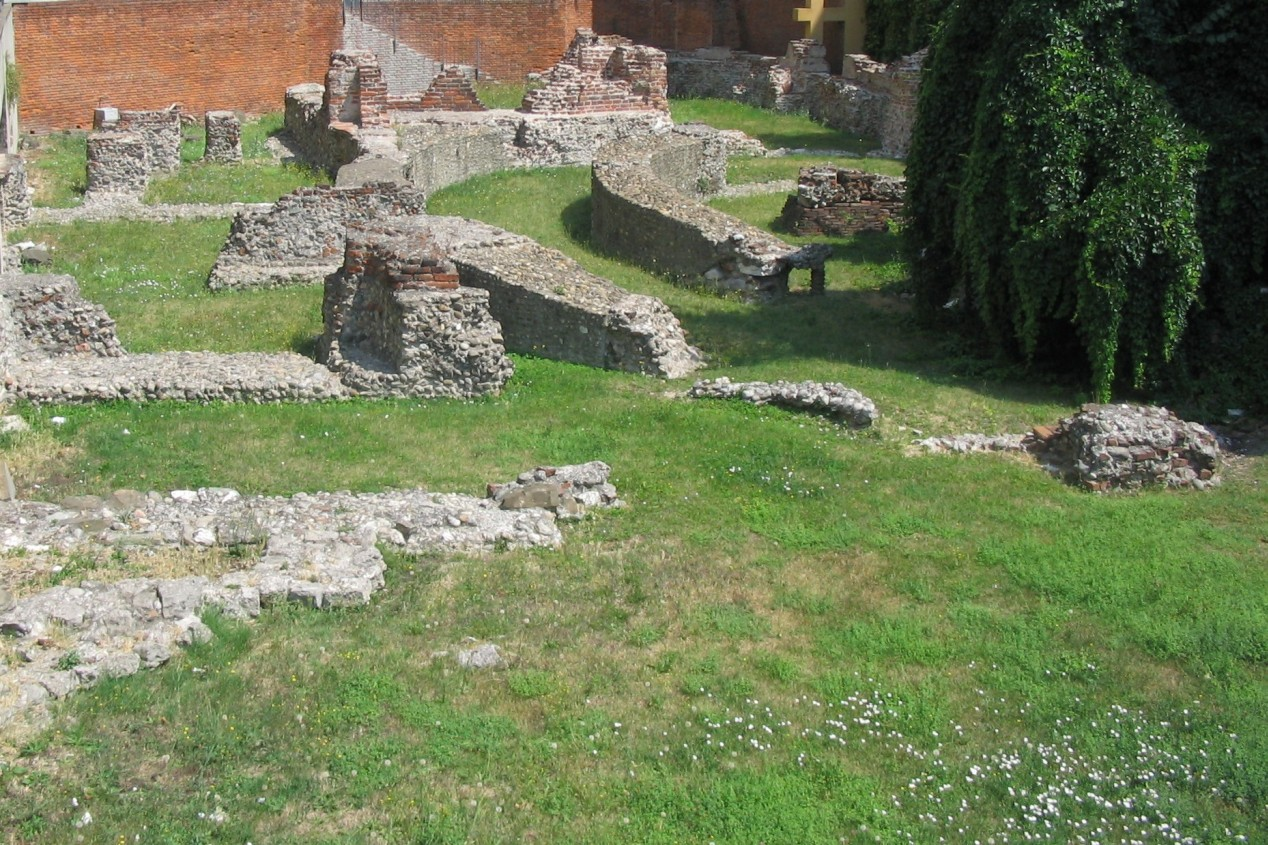
Milano, resti del palazzo imperiale

A Tessalonica, la città che fu residenza di Galerio fino alla sua morte nel 311, l'imperatore fece erigere il palazzo, il circo, l'arco di trionfo e il mausoleo; la via colonnata collegava il palazzo con l'arco. Come Diocleziano, anche Galerio si servì di maestranze orientali. Verso la fine del IV secolo, Tessalonica fu residenza di Teodosio I, al quale si deve la trasformazione della cosiddetta rotonda nella chiesa di San Giorgio.

### Milano
Milano divenne una capitale dell'Impero quando Massimiano vi fissò la propria residenza nel 286. A lui si deve la nuova cinta muraria con uno sviluppo di circa 4,5 km, arricchita da numerose torri a 24 lati, le grandiose Terme Erculee a est e un mausoleo (uguale a quello di Diocleziano a Spalato) preparato per sé stesso. 
A Milano esisteva un complesso di palazzi imperiali di grandi dimensioni. Questo complesso (come di norma) confinava col circo, che a Milano era vicino alle mura e nella parte monumentale era dotato di due grandi torri. Le sue dimensioni erano di 70 x 85 m. Milano rimase residenza imperiale fino a Onorio.

### Aquileia
Aquileia, altra residenza imperiale dell'età di Massimiano, aveva anch'essa un palazzo e un circo, di cui si conosce ben poco.

### Treviri
Anche Treviri con Costanzo Cloro fu una delle sedi amministrative dell'Impero. Le ricerche, intraprese dopo la seconda guerra mondiale, hanno portato alla luce, sotto la cattedrale, resti di pitture, facendo pensare che questo sito fosse la sede del palazzo dei Tetrarchi, anche se in seguito gli scavi archeologici non hanno confermato questa ipotesi.

### Roma

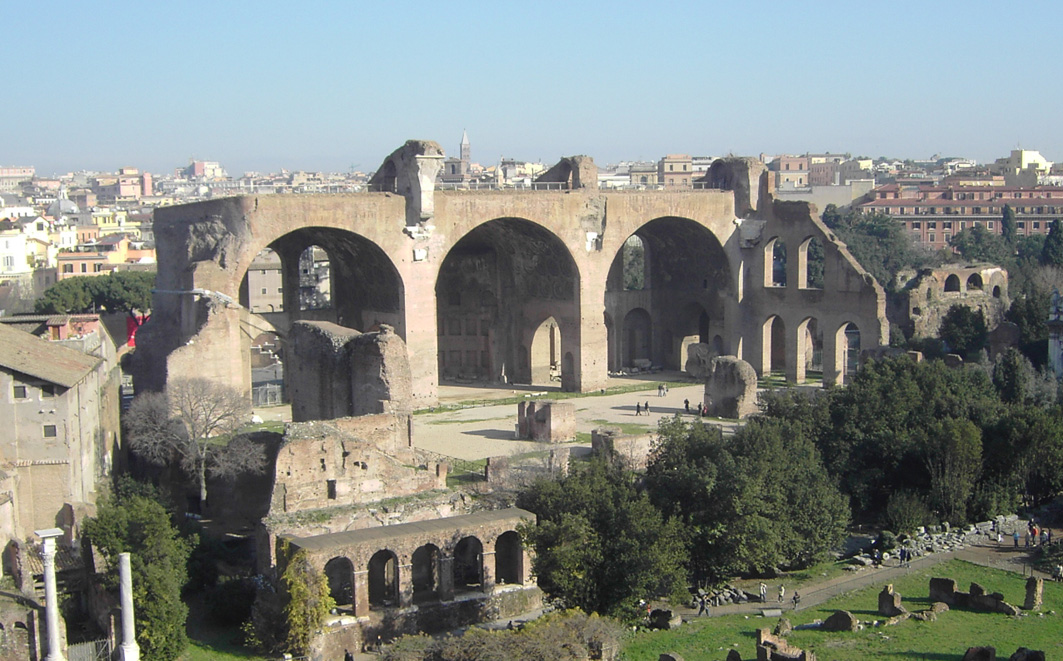
I resti della basilica di Massenzio a Roma

Roma fu ornata da Diocleziano di terme grandiose, inaugurate nel 305. Infine Massenzio, da alcuni considerato l'ultimo imperatore "realmente" romano, tra il 306 e il 312 fece erigere la basilica di Massenzio, il tempio del Divo Romolo in onore del figlio Valerio Romolo morto e divinizzato, la propria villa lungo la via Appia (con annessi circo e mausoleo dinastico).